# Schisturella grabenis
Schisturella grabenis är en kräftdjursart som beskrevs av J. L. Barnard 1967. Schisturella grabenis ingår i släktet Schisturella och familjen Uristidae. Inga underarter finns listade i Catalogue of Life.